# Patrick Villanueva
Patrick Villanueva, né le 5 décembre 1962 à Paris, est un pianiste, compositeur et pédagogue français.

## Biographie

### Formation
Il commence le piano au Conservatoire du 10e arrondissement de Paris à l'âge de 5 ans avec Mme Vve Jacques-Henri Rhys. Il s'intéresse très tôt au jazz, qu'il entend sur les disques de son père. À l'âge de 12 ans, il poursuit ses études classiques avec Sophia Domancich. Celle-ci lui fait rencontrer Bobby Few, qui lui donne quelques cours de piano jazz. Il étudie en parallèle le saxophone classique avec Jacques Terry. Il participe au big band du conservatoire alors dirigé par le tromboniste Charlie Verstraete. C'est également au conservatoire qu'il rencontre Roger Guérin en 1981. Il le remplace en 1987 lors de son départ à la retraite.
Il entre en 1974 dans la Manécanterie des Petits Chanteurs de Saint-Laurent de Paris fondée par Paul Zurfluh, au sein de laquelle il fait de nombreuses tournées en France, en Europe (Angleterre, Italie, Autriche), et en Israël, en tant que chanteur puis organiste, jusqu'en 1986.
Au début des années 1980, il entre dans le Blue Big Band dirigé par Christian Bellest, avec lequel il fait ses premiers concerts de jazz.
En 1982, il rencontre le contrebassiste Renaud Garcia-Fons, avec lequel il joue en duo, en trio avec le batteur Alain Richard, puis monte en 1984 le Puzzle Band avec la chanteuse britannique Tina May, alors étudiante à Paris.

### Accompagnateur
Après son service militaire en 1984, il commence une carrière de sideman en concert et dans les clubs de jazz parisien : Caveau de la Huchette, Slow Club, Petit Opportun, Magnetic Terrasse, Montana, Petit Journal St Michel et Montparnasse, Sunside, etc. Il joue ainsi dans les formations de Jean-Loup Longnon, Sylvain Beuf, Antoine Illouz, André Villéger, Roger Guérin, Fred Gérard, François Laudet, Sara Lazarus, etc., avec lesquels il se produit dans les grands festivals de jazz : Grande Parade du Jazz de Nice, Antibes Jazz Festival, Jazz à Vienne, Tourcoing Jazz Festival, Jazz aux Remparts de Bayonne, Umbria Jazz Festival de Perugia, etc. Il y rencontre sur scène entre autres Kenny Clarke, Benny Bailey, Clark Terry, Paul Bollenback, Gary Smulyan, Randy Sandke. Il participe régulièrement au Tubapack de Marc Steckar. Au tournant des années 1990, sa pratique des synthétiseurs l'amène à jouer et enregistrer avec Henri Guédon et Antoine Illouz, avec qui il enregistre l'album Mogadiscio. 
Il joue également dans des spectacles avec notamment la compagnie de théâtre d'objets de Dominique Houdart (Le Combat de Tancrède et Clorinde d'après C. Monteverdi, transcrit par François Rauber) et le chanteur pour enfants Philippe Roussel (Histoires sur Mesure, Les Questions).
Depuis 2018, il fait partie des équipes musicales de spectacles musicaux mis en scènes par Hervé Devolder : Kiki, le Montparnasse des années folles (2018), La Crème de Normandie (création 2021) et Virginie et Paul (création 2023).

### Composition/Collaborations
Tout en continuant son activité d'accompagnateur, il concrétise son travail de composition avec la parution en 1996 d'un premier cd sous son nom, Tortuga Caliente, qui combine le jazz et les rythmiques latines. Dans la même veine, il enregistre en 2004 un second album, Jumbazz, cette fois à l'orgue Hammond, en trio avec le guitariste Frédéric Favarel et le batteur Didier Ottaviani. Des enregistrements non commercialisés sont disponibles librement sur internet (Monkology, Dédicaces). 
En 2000 il retrouve la chanteuse Tina May, avec qui il joue en France et en Angleterre ; cette collaboration aboutit à deux albums, Live in Paris (2000) et No More Hanky Panky (2012). Il accompagne également la chanteuse Laurence Saltiel au piano et à l'accordéon, et participe avec le contrebassiste Benoît Dunoyer de Segonzac à l'élaboration de l'album Jardin sous la pluie (2018).
Sa connaissance de l'orgue d'église lui font enregistrer un duo inédit avec le joueur de oud et compositeur Abderraouf Ouertani en 2018, Duo deux rives. Ils se produisent notamment à la Cathédrale St Vincent de Paul de Tunis, lors de Journées Musicales de Carthage en 2019.

## Enseignement
L’œuvre d'éducation populaire de Paul Zurfluh, l'accompagnement des classes de percussion de Jean-Claude et Patrice Chazal et son compagnonnage avec Roger Guérin le font considérer d'emblée l'enseignement comme un élément indissociable de la pratique artistique. Il obtient le C.A. de jazz lors de la première session de ce diplôme en 1984, et ne cesse d'enseigner depuis, tout d'abord à l'école ARPEJ de Michel Goldberg, puis dans son conservatoire d'origine (Conservatoire Hector Berlioz) pendant près de 15 ans. Il intervient ensuite dans les formations au D.E. du CEFEDEM d'Ile de France, avant d'y concevoir le premier cursus spécifique Jazz et Musiques Actuelles en 1995. Il enseigne un temps l'harmonie jazz au piano à l'Université Paris IV-Sorbonne. Il obtient en 2009 un Master en Sciences de l'éducation à l'Université Paris 8, dont le sujet est : « Improvisation et éducation, le jazz comme idéal type ».
Il est titularisé au C.R.D. Jean Wiéner de Bobigny en 2009. Formé à la pédagogie Dolce, il contribue activement à la prise en compte du handicap dans l'enseignement de la musique.

### Pédagogie
Son expérience pédagogique l'amène à la publication de l'ouvrage "Accompagner, piano pour non-pianiste et pianiste débutant", en collaboration avec Jacques Siron, dont l'objectif est de permettre à des non-pianistes de pouvoir déchiffrer les harmonies du jazz au piano.
Il contribue également à des revues et des ouvrages de musicologie et de sciences humaines, et écrit en 2001 l'article Le jazz pour l'Encyclopédie en cinq volumes de Jean-Jacques Nattiez, chez Einaudi (Italie) et Actes Sud (France).
La pédagogie de Patrick Villanueva est centrée sur l'idée de Projet Musical Implicite, inspirée entre autres par son étude de l'apport musical de Thelonious Monk. Grâce à une vision décloisonnée de la pratique musicale, il fait partie des musiciens qui ont permis au jazz de prendre sa place dans les établissements publics d'enseignement de la musique depuis les années 1980 en France, avec l'idée de transmettre, dans un souci didactique, son expérience de la scène et sa connaissance du jazz en particulier.

## Discographie

### Leader
- Dédicaces, Patrick Villanueva trio, 2017 (en accès libre)
- Monkology, Piano solo, 2016 (en accès libre)
- Jumbazz, Patrick Villanueva organ trio, DOM 2004
- Tortuga Caliente, Patrick Villanueva latin jazz quintet, Quoideneufdocteur 1996

### Collaborations
- Duo deux rives, avec Abderraouf Ouertani, Bayard 2018
- Jardin après la pluie, Laurence Saltiel, Edyson 2018
- No more Hanky Panky, Tina May, 33 Records 2012
- Live in Paris, Tina May, 33 Records 2000
- Duos à varier, Philippe Legris/Patrick Villanueva, Quoideneufdocteur 1996

### Sideman
- This 'n That, Jean-Michel Davis quintet, Frémeaux & Associés 2022
- Jazz Five, Patrick Artero/André Villéger, Jazz aux Remparts 2003
- Jazz Horizons, William Chabbey trio, DOM 2002
- Mogadiscio, Antoine Illouz, Flat & Sharp 1991

### Pédagogie
- Accompagner, piano pour non pianiste, en collaboration avec Jacques Siron, éd. Outre Mesure, 1996.
- Musique de la Méthode de sax jazz (vol.1), de Michel Goldberg, éd. Outre Mesure.

### Publications
- Le Jazz, dans Musiques, une encyclopédie pour le XXIe siècle (volume 1), sous la direction de Jean Jacques Nattiez, éd. Actes Sud/Cité de la Musique 2003 (édition originale italienne éd. Einaudi, Turin 2001).
- Récit d’une formation par l’expérience à Bobigny : la jam session dans un bar PMU - Pont entre une structure formelle d’éducation, un conservatoire, et un lieu non dédié, avec Sylvain Dubert dans Jazz Acoustique Architecture Ville Actes du colloque Colloque, éditions Delatour, 2018
- Improvisation et éducation, le jazz comme idéal type, dans Les territoires du jazz, dir. Jean-Claude Taddei Presses universitaires d'Angers, 2011.
- Jazz et mode, une renaissance, dans La modalité revisitée, Musurgia 1997, vol. IV, no 3.
- Responsable éditorial du n° spécial Le Jazz est-il un objet d’analyse? (1995, vol. II – no 3, article Le jazz, bien entendu ?).